# Isole di Scott-Hansen
Le isole di Scott-Hansen (in russo Острова Скотт-Гансена, ostrova Skott-Gansena) sono un gruppo di isole russe bagnate dal mare di Kara.
Amministrativamente fanno parte del distretto di Tajmyr del Territorio di Krasnojarsk, nel Circondario federale della Siberia.

## Geografia
Le isole sono situate circa 20 km a nord-ovest della penisola di Michajlov (полуостров Михайлова, poluostrov Michajlova) sulla penisola del Tajmyr. Fanno parte della Riserva naturale del Grande Artico.
Si tratta di 3 isole principali e di 2 isolotti, tutti senza nome individuale, che si sviluppano in direzione ovest-est. Il punto più alto del gruppo è di 68 m s.l.m. sull'isola occidentale, che è anche la più grande, misurando circa 3 km di lunghezza. I due isolotti si trovano a ovest dell'isola centrale e a ovest dell'isola orientale. Quest'ultima, seconda per grandezza, raggiunge un'altezza massima di 55 m s.l.m.
Sono coperte da vegetazione tipica della tundra; il mare che circonda le isole è per gran parte dell'anno coperto dal ghiaccio, con polynya (aperture naturali nel ghiaccio, dal russo полынья, polyn'ja) durante l'inverno e lastroni alla deriva d'estate.

## Storia

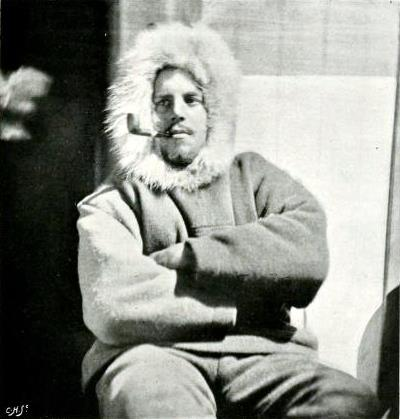
Sigurd Scott Hansen

Le isole sono state così chiamate in onore del tenente della marina militare norvegese Sigurd Scott Hansen, responsabile delle rilevazioni astronomiche e meteorologiche durante la spedizione polare sulla nave Fram del 1893, guidata da Fridtjof Nansen.